# Triclistus brunnipes
Triclistus brunnipes är en stekelart som först beskrevs av Cresson 1879.  Triclistus brunnipes ingår i släktet Triclistus och familjen brokparasitsteklar. Inga underarter finns listade i Catalogue of Life.